# Estadio Vallehermoso
Das Estadio Vallehermoso ist ein Leichtathletikstadion in der spanischen Hauptstadt Madrid. Auf dem Grund befand sich von 1961 bis 2008 eine Wettkampfstätte, die ebenfalls Estadio Vallehermoso hieß. In den 1970er Jahren war es die Heimspielstätte des Fußballclubs Rayo Vallecano. Hauptsächlich war die Anlage aber Austragungsort der Leichtathletik.

## Geografie

### Geografische Lage
Das Estadio Vallehermoso liegt im Zentrum von Madrid, im gleichnamigen Stadtviertel Vallehermoso, welches wiederum Teil des Bezirks Chamberí ist.

### Verkehrsanbindung
Das Stadion kann mittels öffentlicher Verkehrsmittel unter anderem mit den Metro Linien 1, 2, 6 und 7 über die nahegelegenen Stationen Islas Filipinas, Guzmán el Bueno, Cuatro Caminos und Canal sowie mit den Buslinien 2, 3, 12, 37, 44, 45, 149, C2, F, N21 und N23 erreicht werden.

## Geschichte

### Erstes Stadion
Das ursprüngliche Estadio Vallehermoso wurde vom Madrider Architekten Manuel Herrero Palacios als Leichtathletikstadion mit einem Fassungsvermögen von rund 12.000 Zuschauern entworfen. Baubeginn war 1957 und die offizielle Eröffnung fand am 4. April 1961 im Zuge der XIII Juegos Escolares Nacionales (13. Nationale Jugendspiele) statt. Das Estadio Vallehermoso war zu jener Zeit die größte Wettkampfstätte für Leichtathletik in der spanischen Landeshauptstadt und somit auch Schauplatz zahlreicher nationaler und internationaler Großveranstaltungen. Bereits im Oktober 1962 fanden die II. Ibero-Amerikanischen Leichtathletikspiele im Estadio Vallehermoso statt. Auch die spanischen Leichtathletikmeisterschaften von 1964 bis 1972 sowie 1974, 1976, 1978 und 1986 wurden hier ausgetragen. Im Jahre 1979 sowie seit 1984 im Jahresrhythmus, veranstaltet der Spanische Leichtathletikverband (RFEA) das Internationale Leichtathletik-Meeting Madrid. Schauplatz dieser zeitweise prestigeträchtigen Veranstaltung war von seiner Gründung bis 1990 das Estadio Vallehermoso. Ein bemerkenswertes Kapitel der Sportgeschichte wurde am 4. Juni 1987 im Estadio Vallehermoso geschrieben, der 400-Meter-Hürdenläufer Edwin Moses verlor im Zuge des Leichtathletik-Meetings in Madrid, nach neun Jahren, neun Monaten und neun Tagen sowie 122 Rennen in Folge, in denen er ungeschlagen geblieben war, gegen seinen Landmann Danny Harris.
Neben seiner Verwendung als Leichtathletikstadion wurde die Wettkampfstätte von 1972 und bis zur Einweihung des Nuevo Estadio Vallecas 1976 auch vom Madrider Fußballclub Rayo Vallecano als Heimstadion genutzt. Auch einzelne Spiele der spanischen Rugbynationalmannschaft wurden hier ausgetragen, so etwa der bislang letzte Sieg der Iberer gegen Italien mit 10:3 am 17. Dezember 1977 im Zuge der Europameisterschaft sowie einer 19:28-Niederlage in einem Testspiel gegen Argentinien am 23. November 1982.
Durch die Eröffnung des Estadio de Madrid, einem moderneren und wesentlich größeren Leichtathletikstadion mit einem Fassungsvermögen von 20.500 Zuschauern, im Jahr 1994, verlor das Estadio Vallehermoso zusehends an Bedeutung. Im Zuge der Bewerbung der Stadt Madrid für die Olympischen Spiele 2012 wurde das Estadio de Madrid, welches als Olympiastadion dienen sollte, aufgrund des geplanten Ausbaus, gesperrt. Das Estadio Vallehermoso fungierte so von 2005 bis 2007 erneut als Austragungsort des Leichtathletik-Meetings Madrid. Im Anschluss daran wurde auch das Estadio Vallehermoso im Sommer 2007 stillgelegt. Gemäß der Planungen der Stadtverwaltung sollte es abgerissen werden, um einem neuen Stadion sowie einer Sporthalle zu weichen.

### Abriss und Neubau
Im Jahr 2008 begann der Abriss des Estadio Vallehermoso. Anfang des Jahres 2009 war dieser vollendet und die Baugrube für den Neubau bereits ausgehoben. Die gescheiterte Bewerbung Madrids für die Olympischen Spiele 2016 sowie die einsetzenden Wirtschafts- und Finanzkrisen, die Spanien besonders hart trafen, führten jedoch zu einer Stilllegung der Neubaupläne. Das Gelände lag daraufhin über lange Zeit brach. Im Jahr 2011 verpachtete die Stadt Madrid einen Teil der Gründe für 40 Jahre an die Firma Ingesport, die dort bis 2014 eine Sporthalle, Fitness- und Wellnessbereiche sowie Schwimmbäder und Pádelplätze errichtete. Das Areal, auf dem das Leichtathletikstadion entstehen sollte, lag jedoch weiter brach. Mittlerweile hatte die Stadt Madrid ihre Olympiaambitionen eingestellt und das Estadio de Madrid (heute Estadio Metropolitano) war an Atlético Madrid veräußert und zu einem reinen Fußballstadion umgebaut worden. Damit verfügte die Stadt über keine einzige für Großereignisse taugliche Leichtathletikanlage. Im Jahr 2017 entschloss man sich schließlich, das ursprüngliche Vorhaben, mit wenigen Modifikationen, so wurde beispielsweise eine geplante Tiefgarage letztlich nicht realisiert, doch durchzuführen. Für Baupläne war das Architektenbüro Estudio Cano Lasso zuständig, welches unter anderem die Madrid Arena entworfen hatte. Am 3. April 2018 begannen die Bauarbeiten, die im Sommer 2019 abgeschlossen waren. Am 25. August dieses Jahres fand das Leichtathletik-Meeting Madrid nach 12 Jahren wieder im Estadio Vallehermoso statt. Am 12. und 13. September 2020 fanden die meisten Disziplinen der spanischen Leichtathletikmeisterschaften nach 34 Jahren wieder im Estadio Vallehermoso statt, aufgrund der COVID-19-Pandemie jedoch ohne Publikum.
Ende Juni 2025 ist das Estadio Vallehermoso Schauplatz der Leichtathletik-Team-Europameisterschaft.

## Aufbau und Kapazität
Das Estadio Vallehermoso hat ein Fassungsvermögen von rund 10.000 Zuschauern, alle davon auf teilweise überdachten Sitzplätzen. Das Stadion verfügt über eine achtspurige Kampfbahn sowie weitere Einzelanlagen für Leichtathletikbewerbe. Als Bodenbelag dienen Naturrasen als Landezonen für Wurf- und Stoßgeräte sowie Kunststoffbelag in grüner Färbung. Darüber hinaus steht zum Zwecke des Trainings und Aufwärmens auch eine überdachte 75 × 12 m lange Laufbahn über der Westtribüne zur Verfügung.

## Galerie

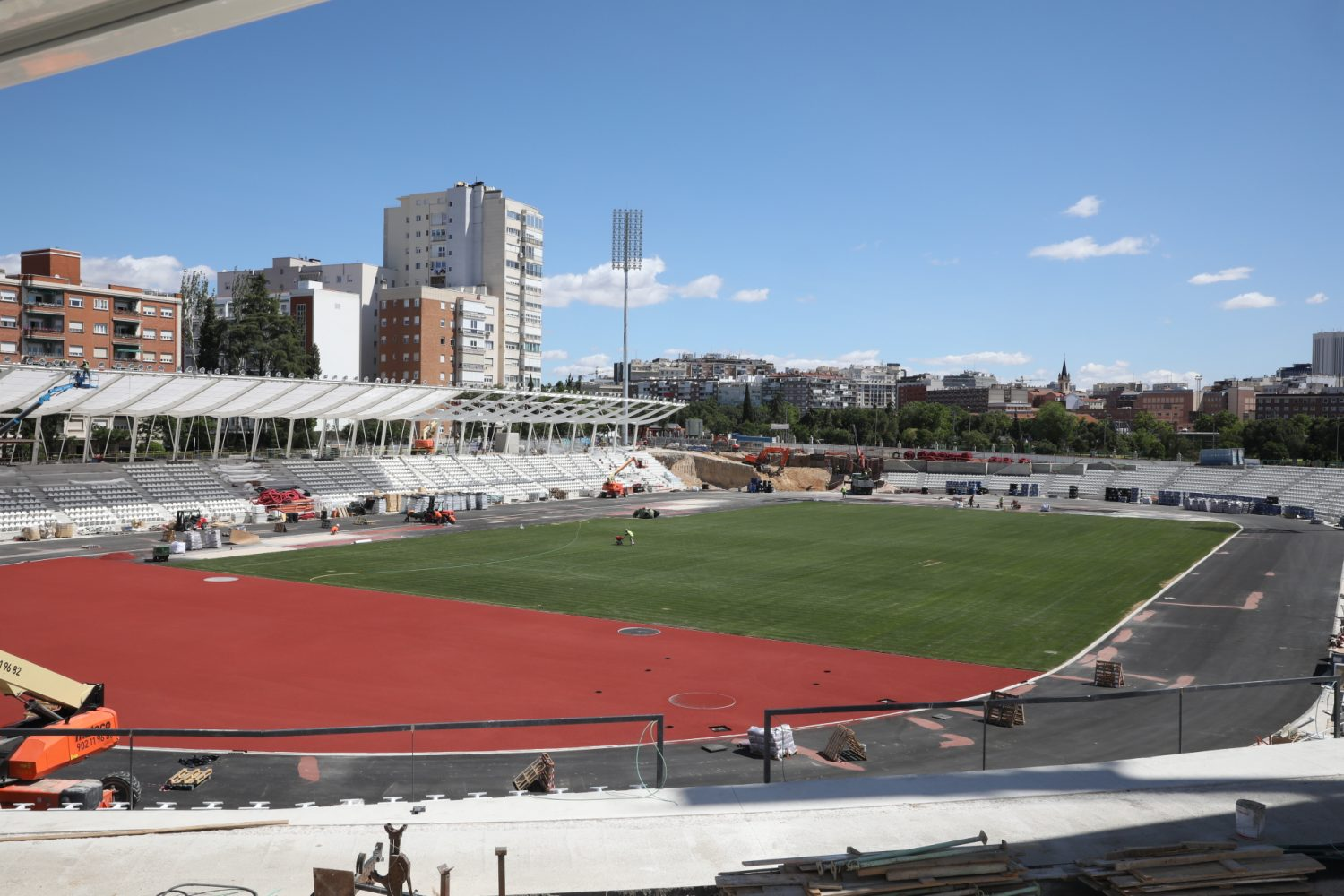
Estadio Vallehermoso in der Bauphase (Juni 2019)
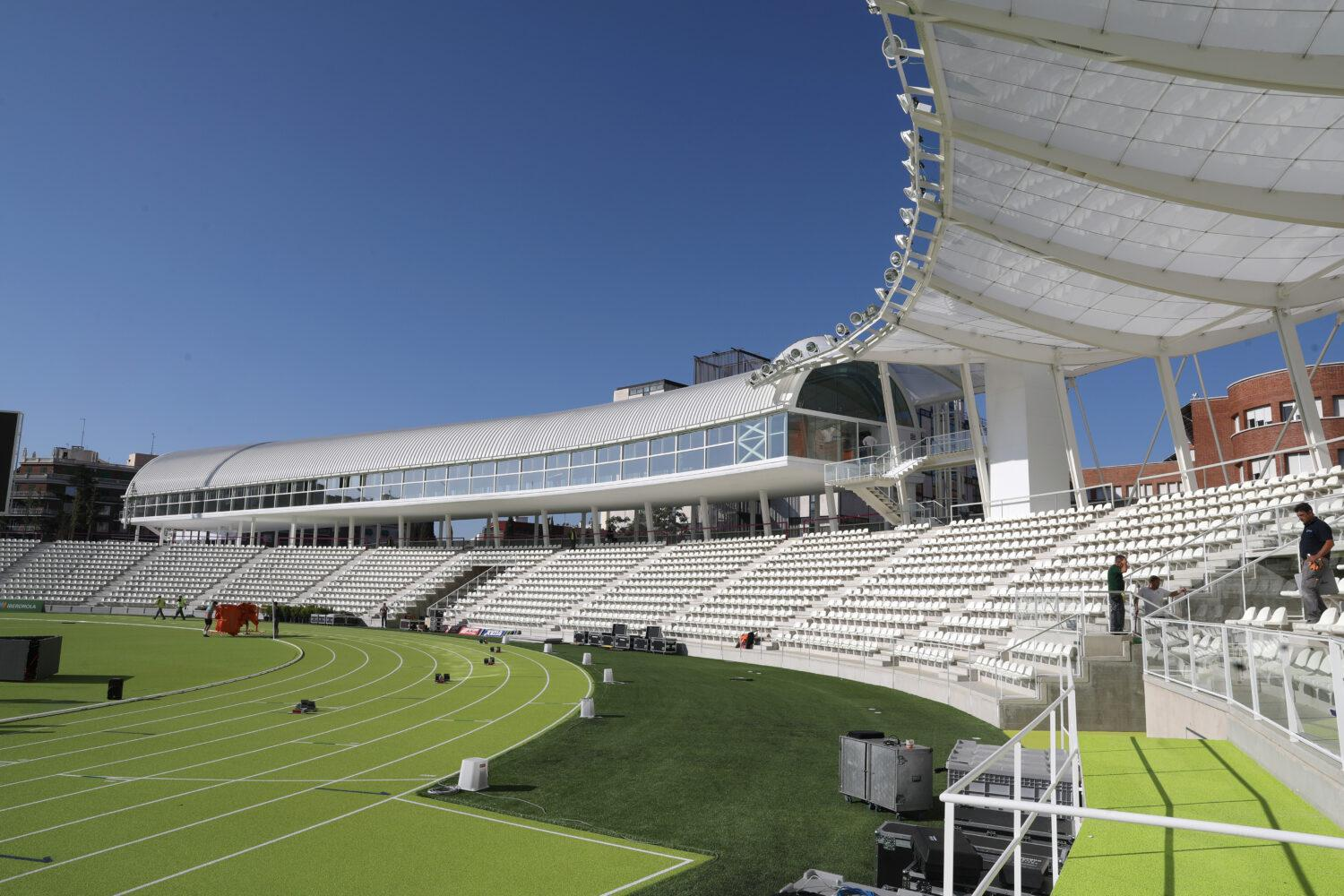
Überdachte Aufwärmbahn über der Westtribüne.
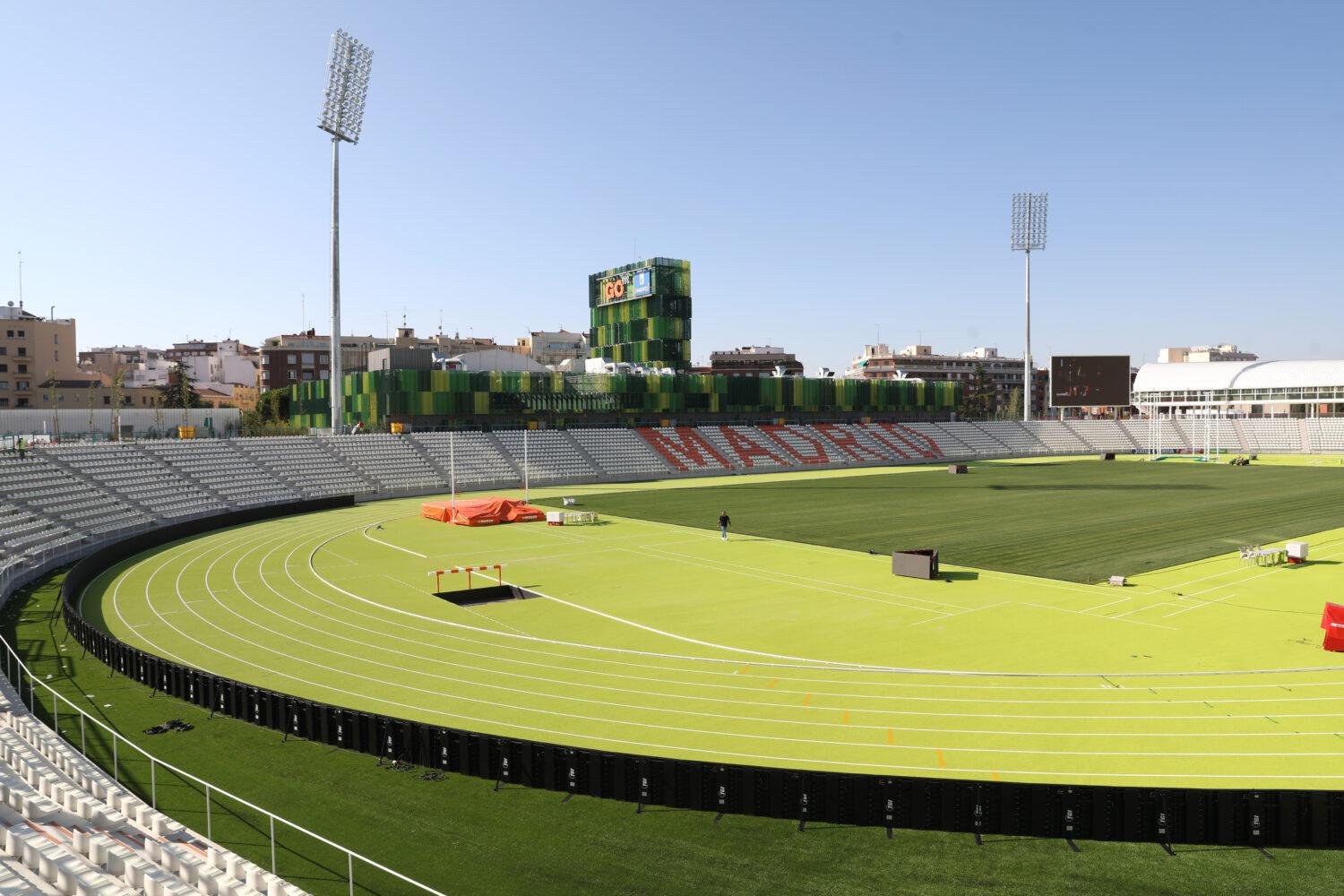
Ost- und Südtribüne mit Blick auf die Sport- und Fitnesshallen im Hintergrund.
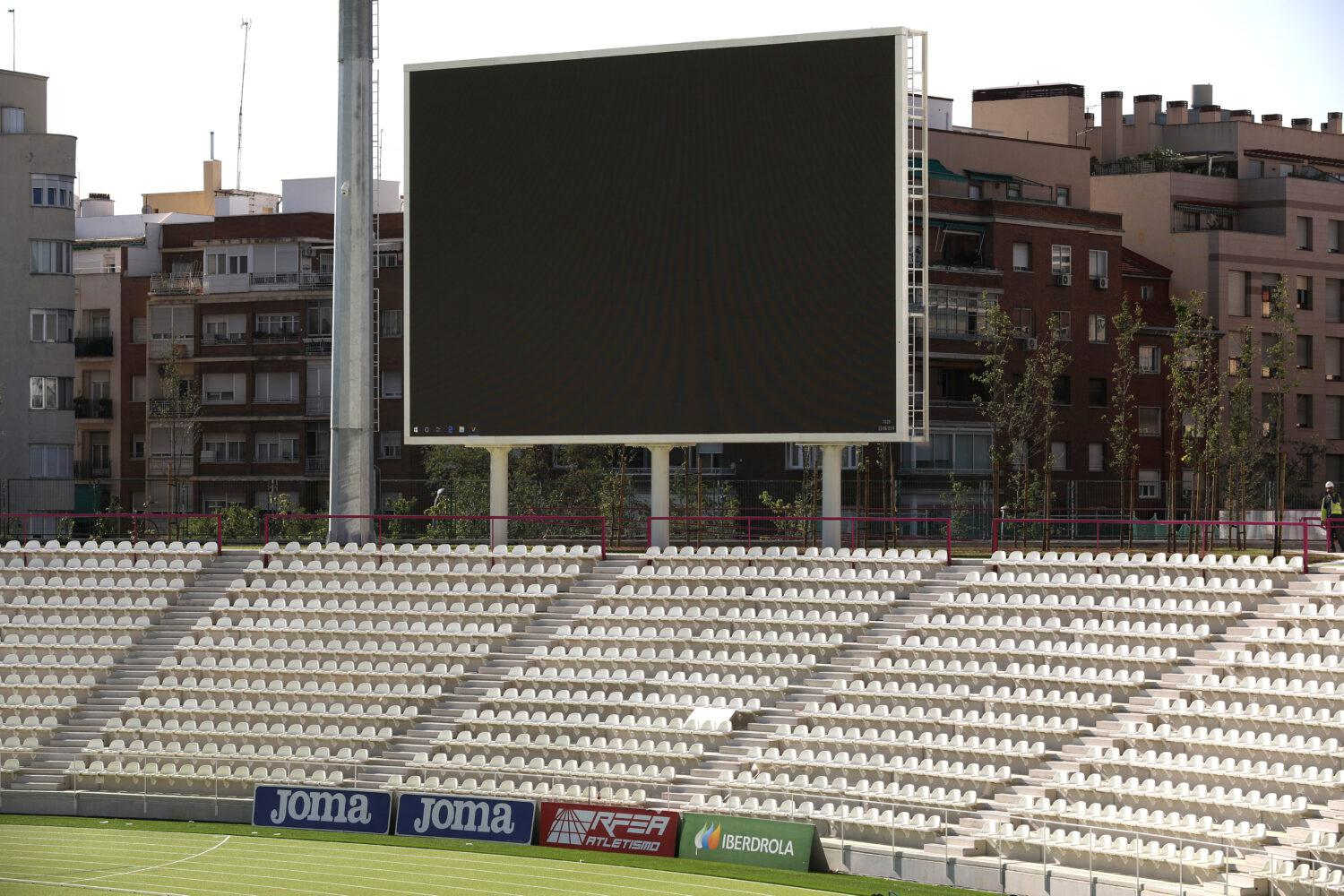
Elektronische Anzeigetafel.